# Carlos Bertolazzi
Carlos Alberto da Silva Bertolazzi (São Paulo, 26 de maio de 1970) é um premiado chef de cozinha e apresentador de televisão brasileiro.
Atualmente ele está recente no quadro "Minha Mulher que Manda" no Domingo Legal onde três casais disputam para ver quem consegue reproduzir melhor uma receita apresentada pelo chef. Os maridos ou namorados são desafiados a preparar pratos com as instruções verbais das esposas ou namoradas. O time vencedor leva R$ 10 mil para casa. O quadro era um dos maiores sucessos no Programa da Eliana, mas, com a saída da apresentadora para emissora da Globo, Celso Portiolli assumiu o comando do quadro.
Foi apresentador do programa Fábrica de Casamentos, transmitido no Sistema Brasileiro de Televisão (SBT) e no Discovery Home & Health, juntamente com Chris Flores. Também foi jurado do programa de culinária BBQ Brasil: Churrasco na Brasa em 2016 e 2018, exibido no SBT. Ficou conhecido em todo o Brasil por ter apresentado o programa de culinária Hell's Kitchen: Cozinha sob Pressão onde avaliava com precisão os pratos de competidores amadores.

## Carreira
Bertolazzi ganhou reconhecimento por conta de suas coxinhas de pato - petisco que ganhou notoriedade depois do sucesso na descolada feira nova-iorquina Smogasburg e que, em 2014, ganhou o prêmio de "Melhor Comida de Rua" da revista Prazeres da Mesa.

## Livros
- 2014 - "iChef: Histórias e Receitas de um Chef Conectado" (Editora Tapioca)

## Filmografia

### Televisão
| Ano(s)        | Programa                            | Função                          | Emissora |
| ------------- | ----------------------------------- | ------------------------------- | -------- |
| 2014–16       | Hell's Kitchen: Cozinha sob Pressão | Apresentador                    | SBT      |
| 2015–Presente | Homens Gourmet na Estrada           | Apresentador                    | Fox Life |
| 2015–24       | Eliana                              | Chef                            | SBT      |
| 2016          | BBQ Brasil: Churrasco na Brasa      | Jurado                          | SBT      |
| 2017–presente | Fábrica de Casamentos               | Apresentador                    | SBT      |
| 2017          | Bake Off SBT                        | Jurado (apenas na última prova) | SBT      |
| 2018          | BBQ Brasil: Churrasco na Brasa      | Jurado                          | SBT      |
| 2019-23       | Receita de Família                  | Apresentador                    | SCC SBT  |
| 2023          | Bake Off Celebridades               | Jurado                          | SBT      |
| 2024-Presente | Domingo Legal                       | Chef                            | SBT      |

### Cinema
| Ano  | Título                                  | Papel     | Notas        |
| ---- | --------------------------------------- | --------- | ------------ |
| 2016 | Carrossel 2: O Sumiço de Maria Joaquina | Ele mesmo | Participação |

## Prêmios e indicações
| Ano  | Prêmio                   | Categoria            | Indicação                                                    | Resultado | Ref   |
| ---- | ------------------------ | -------------------- | ------------------------------------------------------------ | --------- | ----- |
| 2010 | Revista Prazeres da Mesa | Banqueteiro do Ano   | Carlos Bertolazzi, C.U.C.I.N.A, São Paulo-SP                 | Venceu    | [ 7 ] |
| 2014 | Revista Prazeres da Mesa | Melhor Comida de Rua | Carlos Bertolazzi com a "Coxinha recheada com carne de pato" | Venceu    | [ 8 ] |